# Villalet
Villalet ist eine Ortschaft und ehemalige französische Gemeinde mit zuletzt 88 Einwohnern (Stand: 1. Januar 2013) im Département Eure in der Region Normandie. Sie gehörte zum Arrondissement Évreux (das Gemeindegebiet wechselte 2016 zum Arrondissement Bernay) und zum Kanton Verneuil-sur-Avre. 
Mit Wirkung vom 1. Januar 2016 trat Villalet der Gemeinde Sylvains-les-Moulins (die dann zu einer Commune nouvelle wurde) bei, obwohl die Einwohner gegen die Fusion stimmten. Die neue Gemeinde wird zur Unterscheidung von der bisherigen Sylvains-Lès-Moulins geschrieben. Der integrierten Gemeinde Villalet wurde der Status einer Commune déléguée nicht zuerkannt.

## Geographie
Villalet liegt etwa 13 Kilometer südsüdwestlich von Évreux am Iton.

## Bevölkerungsentwicklung
| 1962                      | 1968 | 1975 | 1982 | 1990 | 1999 | 2006 | 2013 |
| ------------------------- | ---- | ---- | ---- | ---- | ---- | ---- | ---- |
| 48                        | 46   | 50   | 45   | 68   | 74   | 73   | 88   |
| Quelle: Cassini und INSEE |      |      |      |      |      |      |      |

## Sehenswürdigkeiten
- Kirchruine Saint-Médard aus dem 14./15. Jahrhundert

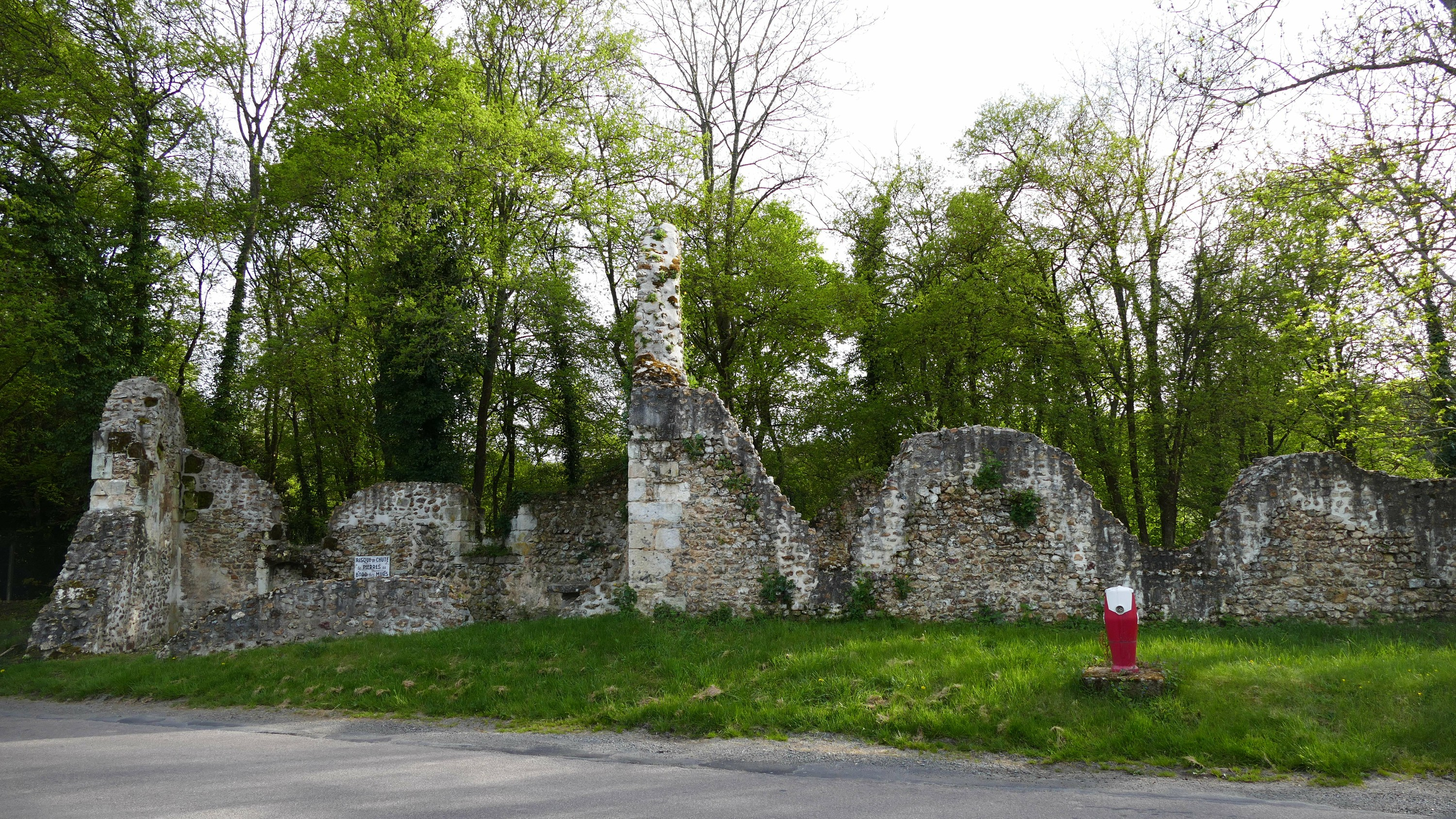
Kirchruine Saint-Médard

## Persönlichkeiten
- Louis Van Haecke (1910–1978), Politiker